# Dècada del 1220

## Esdeveniments
- El Papa aprova l'Orde dels Predicadors (dominics)
- Expansió dels mongols, que ataquen per primer cop terres europees
- Primer document escrit en gallec
- Conquesta de Mallorca
- S'aboleix l'esclavitud a Mali

## Personatges destacats
- Sant Albert Magne
- Genguis Kan
- Sant Francesc d'Assís
- Jaume el Conqueridor